# 雷姆斯哈尔登
雷姆斯哈尔登是德国巴登-符腾堡州的一个市镇。总面积15.14平方公里，总人口13414人，其中男性6654人，女性6760人（2011年12月31日），人口密度886人/平方公里。

## 友好城市
- 法國 布赖地区古尔奈